# St. Michael (Weiden in der Oberpfalz)

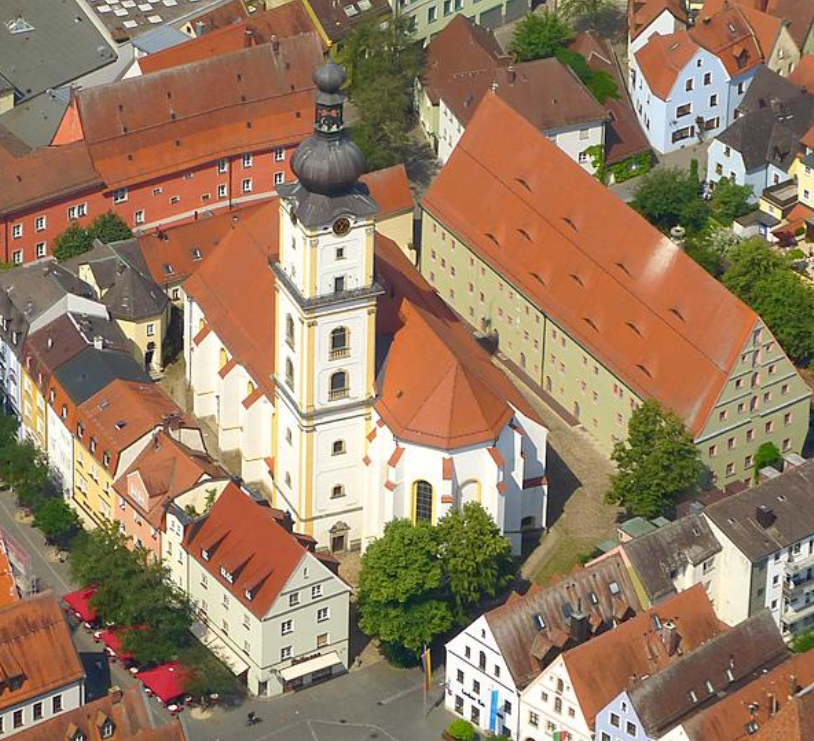
Luftbild St. Michael

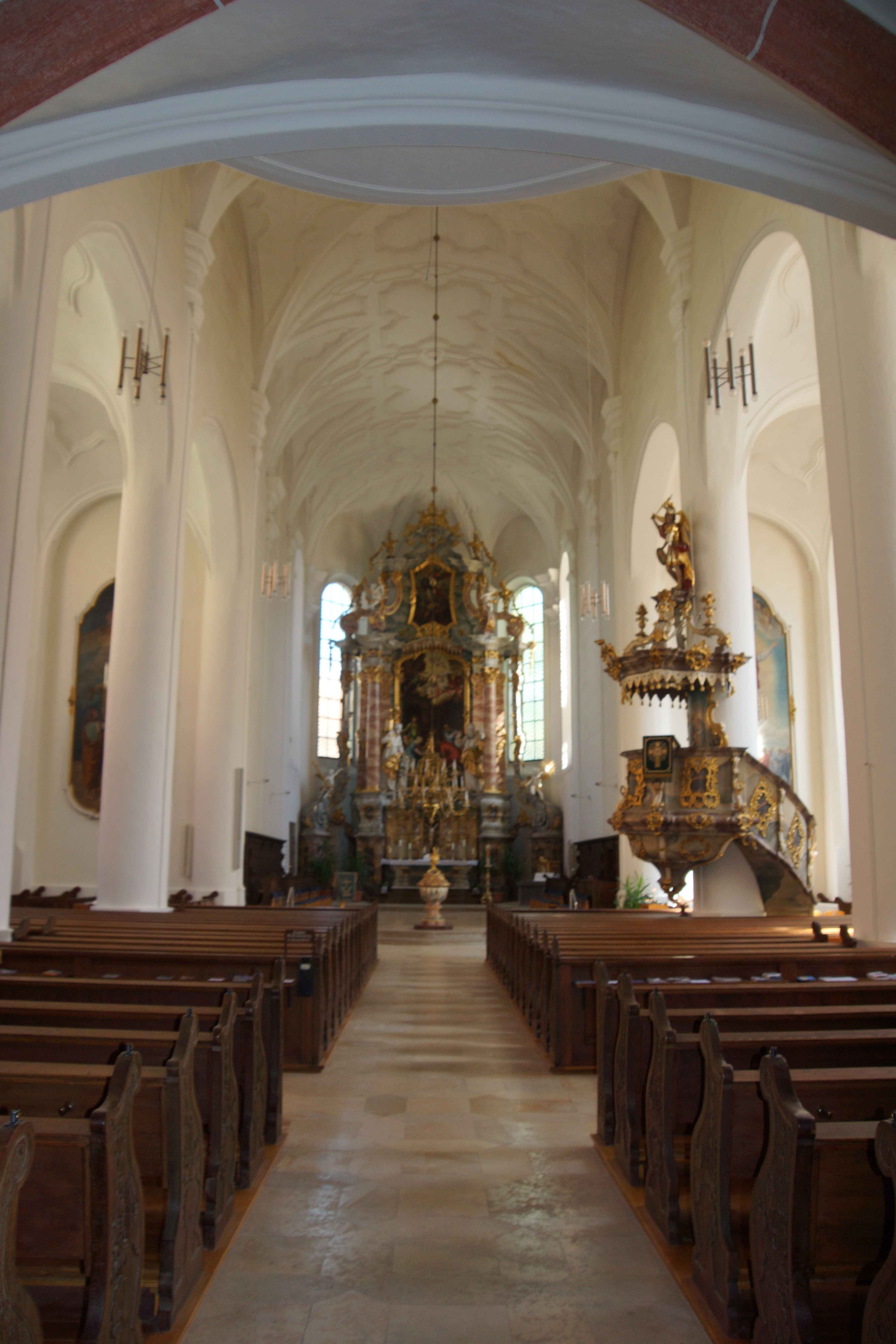
Innenansicht

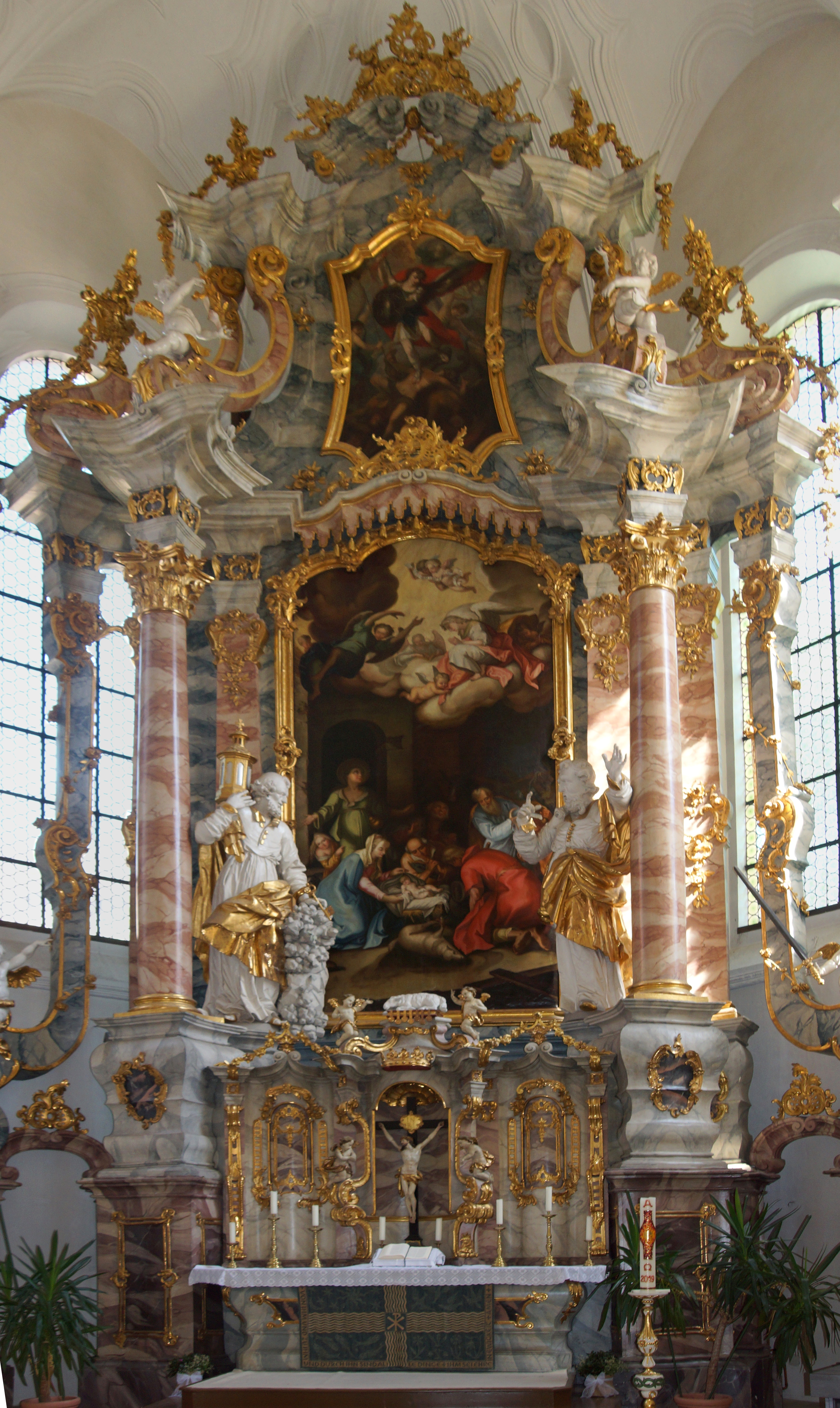
Altar

Die evangelische Pfarrkirche St. Michael ist eine ursprünglich gotische, barockisierte Staffelhalle in Weiden in der Oberpfalz. Sie gehört zur Kirchengemeinde St. Michael Weiden im Dekanat Cham/Sulzbach-Rosenberg/Weiden der Evangelisch-Lutherischen Kirche in Bayern. Sie wurde nach mehrfachem Konfessionswechsel bis 1899 als Simultankirche genutzt und ist als Wirkungsstätte Max Regers bekannt.

## Geschichte
Die Kirche wurde 1341 erstmals erwähnt, als König Johann von Böhmen das Besetzungsrecht für die Kirche dem Kloster Waldsassen übertrug. Im Jahr 2005 durchgeführte Grabungen ergaben, dass der Gründungsbau vermutlich im 12./13. Jahrhundert entstanden ist, eine Saalkirche wurde um 1300 neu erbaut. Im Jahr 1396 wurde die Kirche durch Brand zerstört. Im Jahr 1415 erfolgte der Neubau des Chores mit Flankentürmen, deren nördlicher nie fertiggestellt wurde. Nach erneuter Zerstörung 1421 wurde beim Wiederaufbau in den Jahren 1448 bis 1460 das Langhaus als Staffelhalle erbaut, was aus einer überarbeiteten Inschrift aus dem Jahr 1448 hervorgeht. Im Jahr 1469 wurde die Kirche geweiht; eine selbständige Pfarrei hatte sie seit 1481. Der erste evangelische Pfarrer ist 1535 nachgewiesen.
Laut einer Bauinschrift hinter der Orgel wurde die Kirche nach weiteren Bränden in den Jahren 1536 und 1540 instand gesetzt und 1564 zum Großteil neu eingewölbt. Im Jahr 1576 folgte die Erneuerung des Turmes. Im März 1759 stürzte der Turm ein, wobei die südliche Chormauer und die östlichen Gewölbejoche beschädigt wurden. Der Wiederaufbau wurde 1763 durch den Baumeister Georg Dobmayer aus Kaltenbrunn beendet.
Im Jahr 1627 wurde die Kirche bei der Rekatholisierung von den Jesuiten übernommen und von 1633 bis 1899 simultan von beiden Konfessionen genutzt. Davon zeugen noch geringe bauliche Spuren. Rechts und links des Altars ist ein Drehmechanismus integriert. Bei evangelischen Gottesdiensten blieben die Türchen geschlossen, bei katholischen wurden sie geöffnet und in die entstandenen Nischen katholische Heiligenfiguren gestellt. Während des Simultaneums hatte die Kirche der Parität wegen zwei Mesner, zwei Pfarrer, zwei Uhrenaufzieher und zwei Türmer samt je zwei Gesellen zum Glockenläuten. Die Besetzung wechselte alle 14 Tage, so dass beide Konfessionen gleiche Rechte an der Kirche hatten.
Eine umfangreiche Renovierung erfolgte in den Jahren 1899 bis 1907, eine Restaurierung 1976 bis 1979, eine weitere Sanierung im Jahr 2005. Max Reger wirkte in den Jahren 1883 bis 1889 als Organist an dieser Kirche.

## Architektur

### Äußeres
Die dreischiffige Staffelhalle endet in einem einschiffigen Chor mit Fünfachtelschluss, der geringfügig breiter als das Mittelschiff ist. Im südlichen Chorwinkel steht ein hoher Turm mit eingezogener Zwiebelhaube und Laterne. Das Bauwerk zeigt eine reiche spätbarocke Gliederung mit einer Galerie über dem obersten, bis 1914 vom Türmer bewohnten Geschoss, die von Erhard Christian Haberl geschaffen wurde. Der gegenüberliegende Turmstumpf wurde vermutlich im 16. Jahrhundert nach Osten hin durch die Sakristei erweitert. Zu Beginn des 20. Jahrhunderts wurde ein halbrunder Treppenturm angebaut. Der Chor wird außen durch gestufte Strebepfeiler und ein Kaffgesims gegliedert. Die kräftigen Strebepfeiler am Langhaus wurden wahrscheinlich erst nach dem Turmeinsturz im 18. Jahrhundert angebaut; sie sind mit flankierenden Dreiecksvorlagen des möglicherweise 16. Jahrhunderts, die auf den Sohlbänken ruhen, kombiniert. Drei Portale mit Korbbogen in Sandsteinrahmungen erschließen das Bauwerk. Über dem westlichen Portal sind die Jahreszahlen 1448 und 1762 zu finden. In der südlichen Chorschräge ist eine Ölbergkapelle mit Schnitzfiguren des 18. Jahrhunderts eingebaut, die 1979 renoviert wurde. An der Chornordseite ist ein Sandsteinrelief mit einer Ölbergszene aus der Zeit nach 1450 angebracht, mit einem Branddatum von 1545.
Die heutige Turmhöhe besteht aus 40 m Mauerwerk und 17,75 m Holzaufbau. Insgesamt ist er 57,75 m hoch. Die Außenmaße des Turms betragen 7,6 m × 7,6 m.

### Inneres
Das Innere ist durch die hohen, leicht angespitzten Rundpfeilerarkaden geprägt, welche die Schiffe voneinander trennen. Das Gewölbe unter der Empore ist noch im ursprünglichen Zustand erhalten; es zeigt im Mittelschiff ein Sterngewölbe mit ausgekehlten Rippen, im südlichen Seitenschiff ein Netzgewölbe und auf der gegenüberliegenden Seite ein Gewölbe mit dünnen, später aufgesetzten Rippenstäben. Um 1415 dürfte das Kreuzrippengewölbe mit Rosettenschlussstein im Turmstumpf entstanden sein. Das Mittelschiff wird von einem Kreuzgratgewölbe über segmentbogenförmigen Wandvorlagen mit Gebälkstücken abgeschlossen, der ebenso hohe Chor mit einer Stichkappentonne über einer Pilastergliederung. In den Seitenschiffen sind längsrechteckige Böhmische Kappen auf Wandpfeilern eingezogen, die über Scheidbögen miteinander verbunden sind. Die ausgewogene spätbarocke Stuckierung ist mit kleinteiligen Rahmenmotiven dem spätgotischen Raum angepasst.

## Ausstattung
Der Hochaltar wurde 1791 vereinfacht nach einem Entwurf von Friedrich Wagner durch Leonhard Bacher ausgeführt, die beide aus Amberg stammen. Er besteht aus einem hohen Aufbau mit Säulen, Volutenpilastern und Rocailledekor. Das von dem Sulzbacher Porträtmaler Johann Christoph Karl geschaffene Altarblatt zeigt Christi Geburt. Links und rechts davon stehen überlebensgroße Figuren der Apostel Petrus und Paulus. Die Kanzel ist ein Werk von Michael Kemnath und Joseph Anders, beide aus Weiden; die Fassung führte Vitus Fuchs aus Tirschenreuth aus. Auf dem Schalldeckel ist der heilige Michael dargestellt, auf der Rückwand ist ein in einer Kartusche gerahmtes Gemälde mit der Predigt des Johannes angebracht.
Mehrere Stuhlwangen mit Quastendekor stammen aus dem zweiten Drittel des 18. Jahrhunderts und wurden von dem Weidener Schreiner Michael Meiler geschaffen.
Einige Fragmente eines Hochgrabs für Anna Maria († 1620) und Aemilie († 1618), Herzoginnen von Liegnitz und Schwägerinnen des Pfalzgrafen Friedrich, sind erhalten. Sie bestehen aus der Grabplatte an der südlichen Chorwand mit den knienden Fürstinnen zwischen Teilstücken eines Kruzifixus und Inschrifttafeln und einer weiteren Platte zwischen acht Wappentafeln an der Wand des südlichen Seitenschiffs.
Weitere Grabsteine im Langhaus stammen überwiegend aus dem 17. Jahrhundert. An der Nordwand des Chores befindet sich ein Rotmarmorepitaph für den Stadtrichter Michael Ermweig († 1594) und seine beiden Gemahlinnen, an der Südwand ist ein Epitaph aus Quarz für die beiden 1632 verstorbenen Kinder des Ratsherrn Philipp Silberschmidt angebracht.

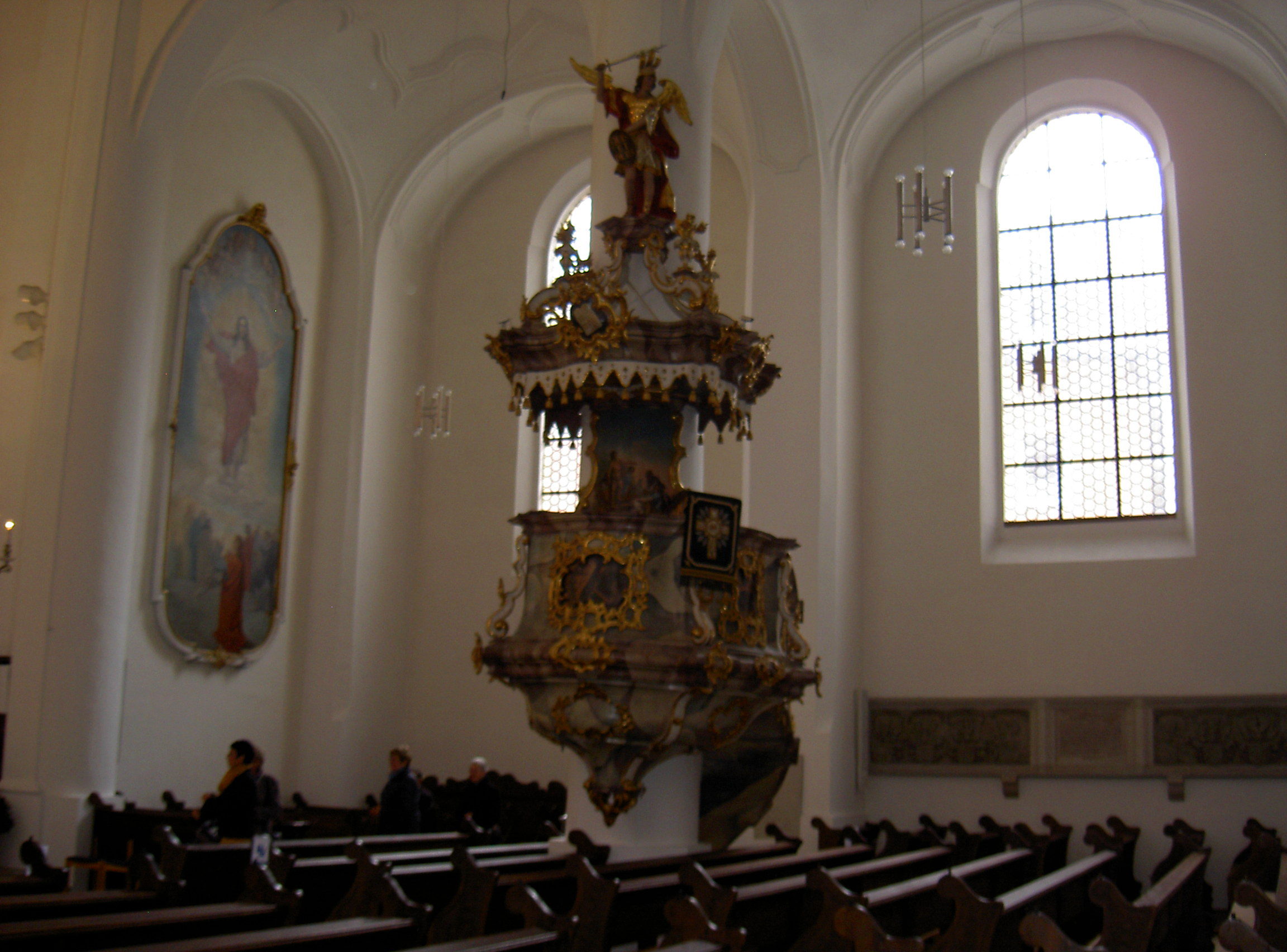
Kanzel
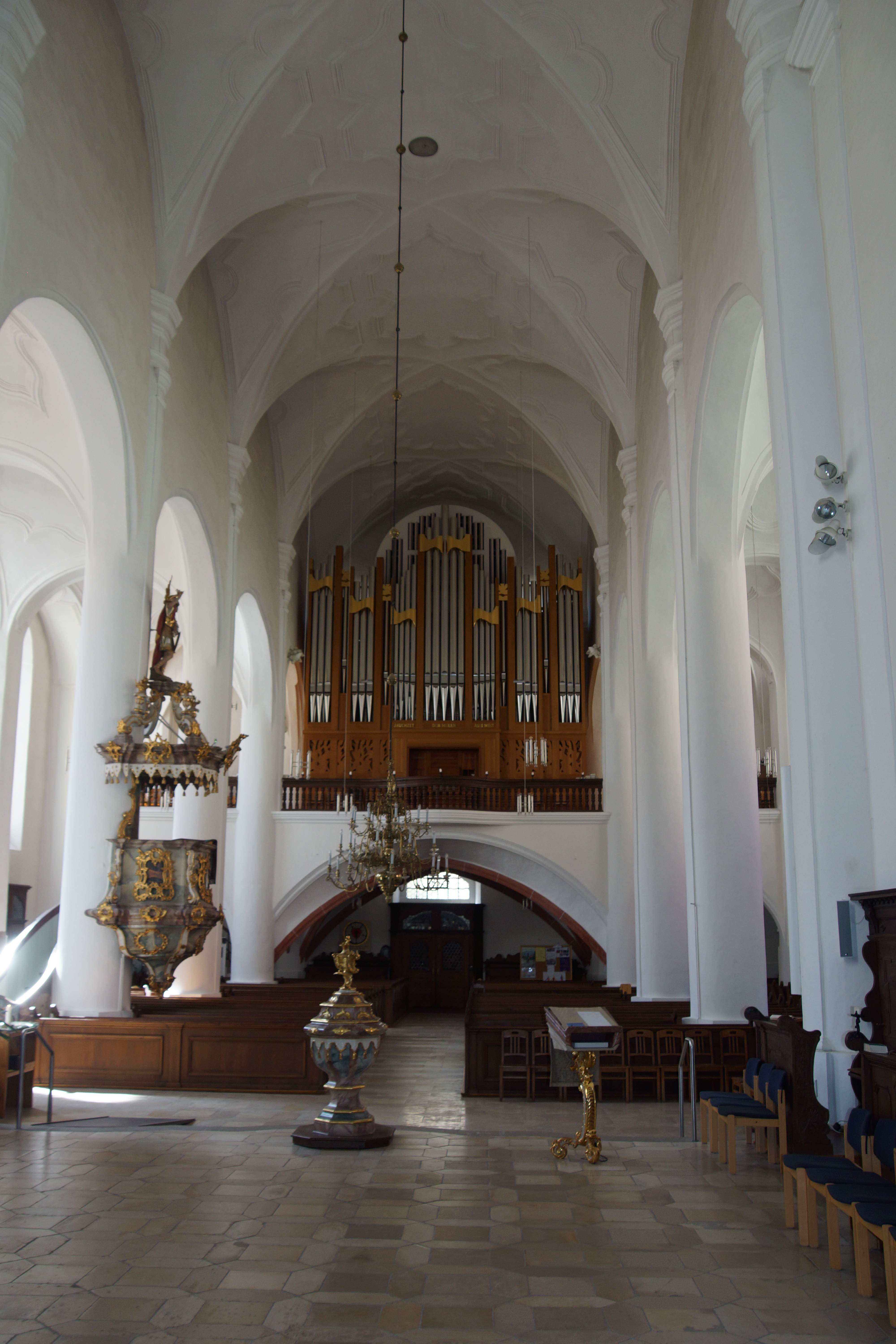
Blick nach Westen
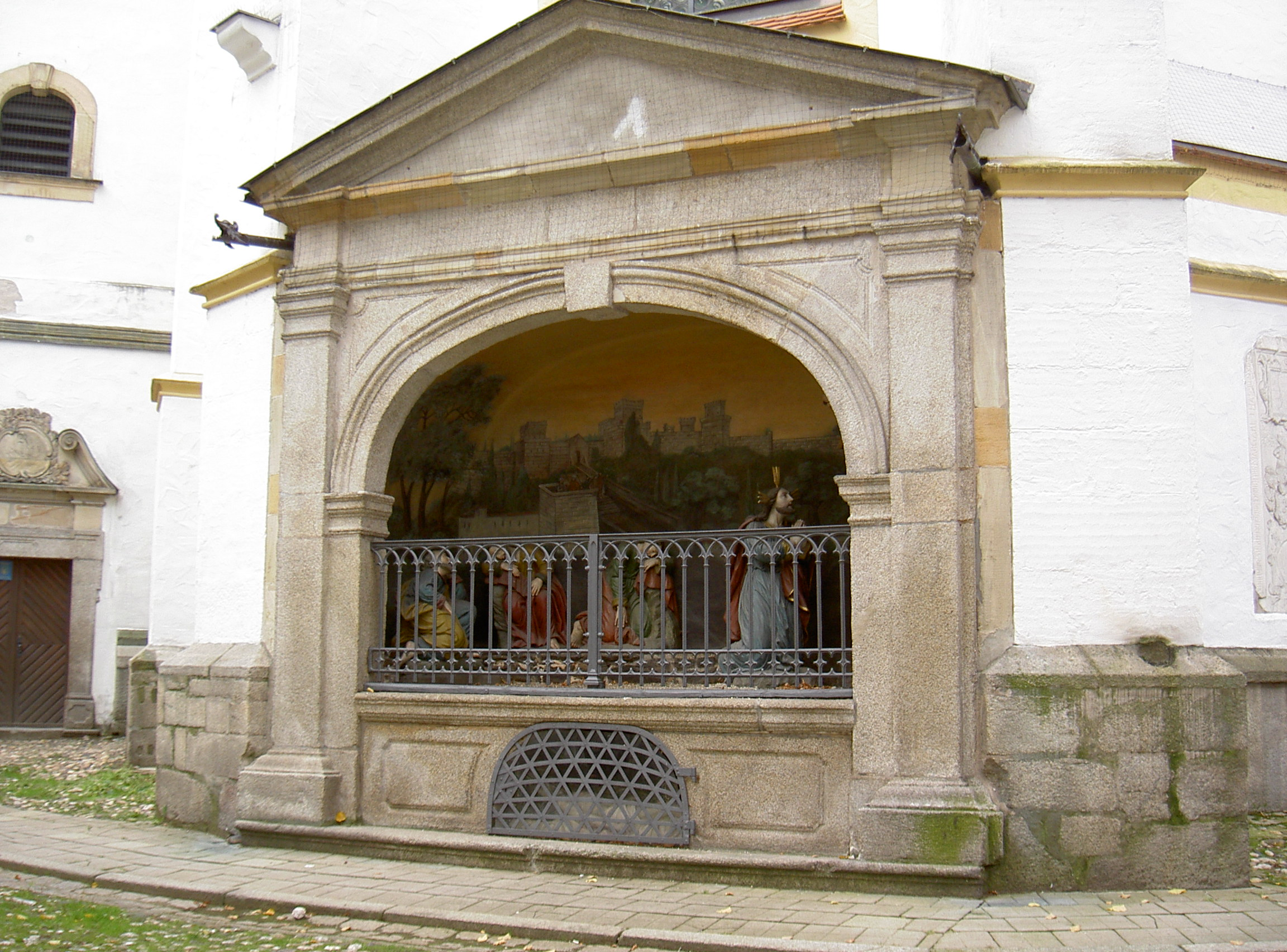
Ölbergkapelle
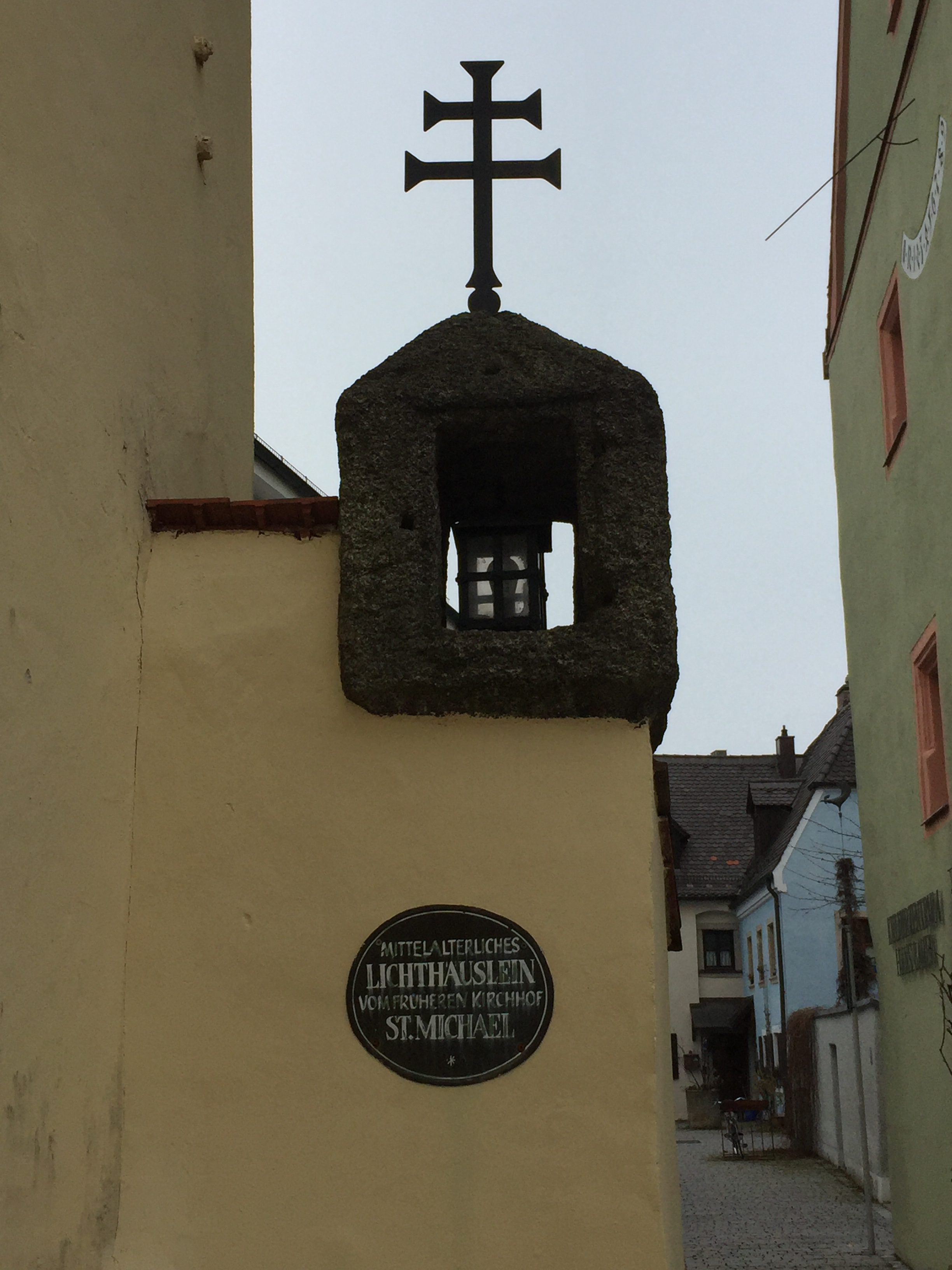
Lichthäuschen – Ein Relikt des mittelalterlichen Friedhofs.

## Orgel

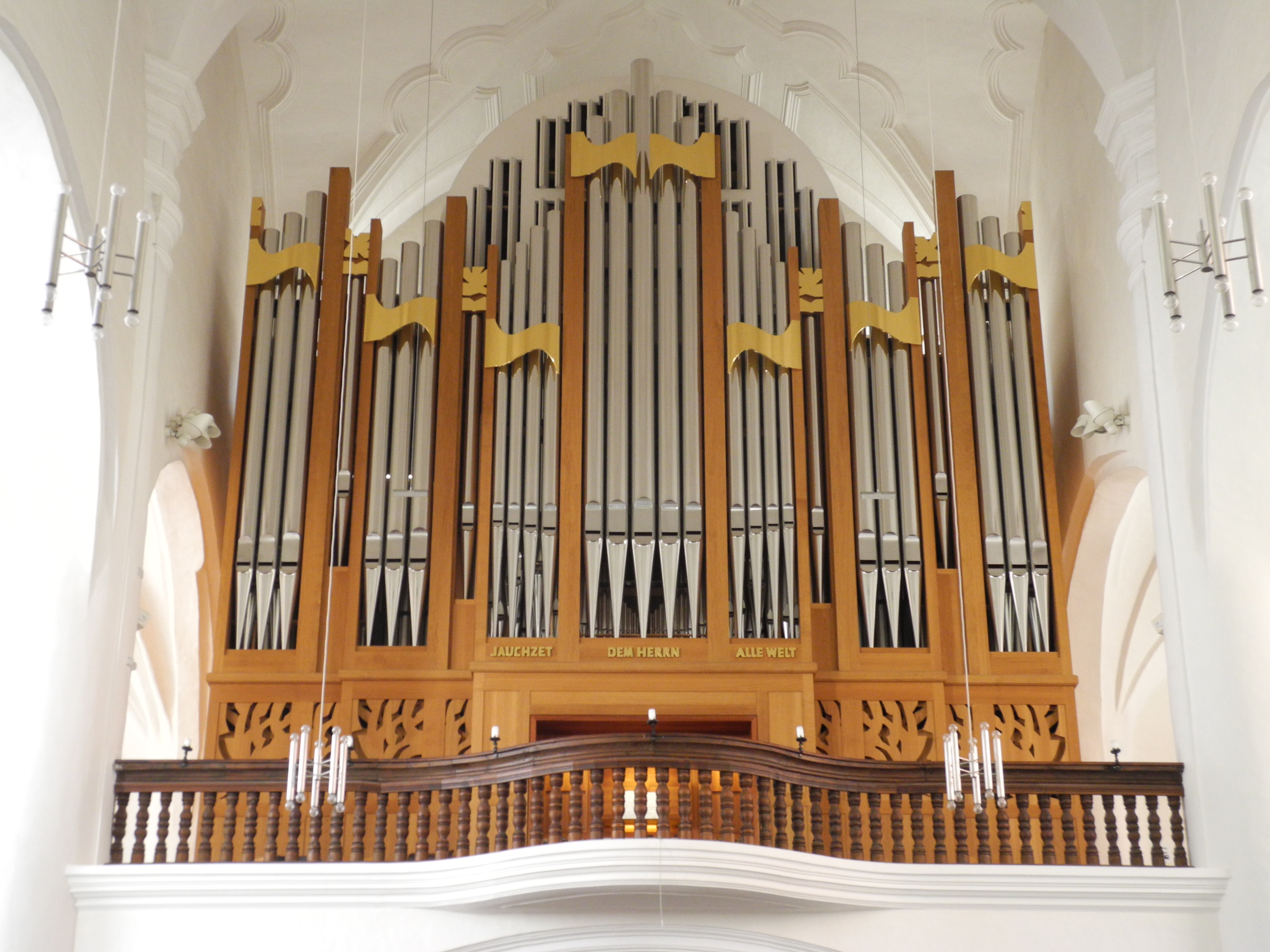
Orgelprospekt

Die älteste nachweisbare Orgel war ein Werk aus dem Jahr 1480 von Hans Rebel aus Pirk. Sie wurde in den Jahren 1564/1565 von Hermann Raphael Rodensteen durch ein neues Werk mit einem Prospekt von Erhard Ditzmann ersetzt, der im 18. Jahrhundert überarbeitet wurde und bis zum jüngsten Neubau erhalten blieb. Um 1866 verfügte die Orgel über zwei Manuale. Max Reger, der nach seiner Lebens- und Schaffenskrise 1898 nach Weiden zurückgekehrt war, führte an der damaligen Orgel mehrere seiner bekannten Orgelwerke auf. Diese Orgel wurde 1902/1903 durch ein neues Werk von Johannes Strebel ersetzt, das 24 Register auf zwei Manualen mit pneumatischen Kegelladen hatte. Nach der Fertigstellung spielte Reger die offizielle Orgelprobe im März 1903. Ein weiterer Neubau der Orgel erfolgte im Jahr 1969 durch E. F. Walcker & Cie. mit 41 Registern auf drei Manualen und Pedal. Diese Orgel wurde 2007 nach Semogo in der Lombardei (Italien) umgesetzt und der Prospekt der Rodensteen-Orgel eingelagert.
Der jüngste Neubau von Weimbs Orgelbau mit 53 Registern auf drei Manualen und Pedal, mechanischen Schleifladen und elektrischer Registertraktur wurde am 4. März 2007 seiner Bestimmung übergeben. Den Dekor am Prospekt, der die moderne Orgel mit der barocken Ausstattung der Kirche harmonisch verbindet, schuf der Weidener Künstler Wolfgang Karl Heinz Neugebauer. Die Disposition orientiert sich an den Orgeln, auf denen Reger in seiner Frühzeit spielte. Sie lautet wie folgt:
| I Hauptwerk C–c4 |         |
| Principal        | 16′     |
| Principal        | 08′     |
| Hohlflöte        | 08′     |
| Harmonieflöte 0  | 08′     |
| Gamba            | 08′     |
| Gemshorn         | 08′     |
| Octave           | 04′     |
| Rohrflöte        | 04′     |
| Quinte           | 02 ⁄3′  |
| Superoctave      | 02′     |
| Terz             | 01 3⁄5′ |
| Mixtur V         | 02′     |
| Tuba             | 16′     |
| Trompete         | 08′     |

| II Positiv C–c4    |         |
| Bordun             | 16′     |
| Principal          | 08′     |
| Gedackt            | 08′     |
| Doppelflöte        | 08′     |
| Quintatön          | 08′     |
| Weidenpfeife       | 08′     |
| Octave             | 04′     |
| Querflöte          | 04′     |
| Quintflöte         | 02 ⁄3′  |
| Flöte              | 02′     |
| Terzflöte          | 01 3⁄5′ |
| Sifflöte           | 01′     |
| Progressio III–V 0 | 02 ⁄3′  |
| Mixtur IV          | 01 ⁄3′  |
| Klarinette         | 08′     |
| Tremulant          |         |

| III Schwellwerk C–c4    |        |
| Quintatön               | 16′    |
| Geigenprincipal         | 08′    |
| Lieblich Gedackt        | 08′    |
| Traversflöte            | 08′    |
| Aeoline                 | 08′    |
| Vox Coelestis (ab c)    | 08′    |
| Dolkan                  | 04′    |
| Vox Angelica            | 04′    |
| Fernflöte               | 04′    |
| Flautino                | 02′    |
| Harmonia Aetherea III 0 | 02 ⁄3′ |
| Harmonietrompete        | 08′    |
| Oboe                    | 08′    |
| Tremulant               |        |

| Pedal C–g1            |     |
| Untersatz             | 32′ |
| Contrabaß             | 16′ |
| Subbaß                | 16′ |
| Harmonikabaß          | 16′ |
| Lieblich Gedacktbaß 0 | 16′ |
| Octavbaß              | 08′ |
| Baßflöte              | 08′ |
| Violoncello           | 08′ |
| Tenoroctave           | 04′ |
| Posaune               | 16′ |
| Trompete              | 08′ |

- Koppeln:

Normalkoppeln: II/I, III/I, III/II, I/P, II/P, III/P
Superoktavkoppeln: III/I, III/II, III/III, III/P